# 国鉄1030形蒸気機関車
1030形は、かつて日本国有鉄道の前身である鉄道省に在籍したタンク式蒸気機関車である。

## 概要
この機関車は1898年（明治31年）、イギリスのエイボンサイド・エンジンが製造した車軸配置0-6-0 (C) の飽和式・2気筒単式のタンク機関車（製造番号1391）である。エイボンサイド社の記録によれば、商社であるチャイナ・アンド・ジャパン・トレーディング・カンパニーに引き渡されたものであるが、最終的に中越鉄道が購入し、1900年（明治33年）に入籍している。
後年知られた形態から、鉄道作業局のB3クラス（鉄道院1100形系）相当のサイドタンク機関車と思われていたが、機関車研究家の金田茂裕の調査により、製造当時はサドルタンク機関車であったことが判明した。サドルタンク式からサイドタンク式への改造の時期は、中越鉄道に引き取られる前であったのか、後であったのか詳らかではない。改造後の形態は、サドルタンクを取り除いて角型のサイドタンクを取り付け、ランボード上にあった砂箱は運転台前の火室上に箱型のものに変更された。
中越鉄道では甲2形 (4) で、1920年（大正9年）9月1日付けで同鉄道が買収されたことにより、国有鉄道籍を得たものである。国有化に際して、1030形（1030）と改番されたが、1923年（大正12年）には阿波電気軌道に払い下げられ、同社の6形 (1030) となった。阿波電気軌道は、1926年（大正15年）に阿波鉄道と改称し、1933年（昭和8年）に国有化されたが、その時点で1030という番号は2代目が埋めており、1570形が新たな形式として計画されたが、結局ア6形 (1030) となった。この形式の付与方法は、当時の形式称号規程に則らない変則的なもので、同時に阿波鉄道から引き継いだ機関車群にのみ、適用されたものである。再国有化後は、1937年（昭和12年）に廃車された。

## 主要諸元
阿波鉄道6形の諸元を記す。
- 全長：7,061mm
- 全高：3,081mm
- 全幅：2,204mm
- 軌間：1,067mm
- 車軸配置：0-6-0 (C)
- 動輪直径：932mm（原形は940mm）
- 弁装置：スチーブンソン式
- シリンダー（直径×行程）：337mm×460mm（原形は330mm×457mm）
- ボイラー圧力：12.4kg/cm2
- 火格子面積：0.75m2
- 全伝熱面積：49.3m2
  - 煙管蒸発伝熱面積：44.6m2
  - 火室蒸発伝熱面積：4.7m2
- 小煙管（直径×長サ×数）：44.5mm×2,451mm×152本
- 機関車運転整備重量：19.4t
- 機関車動輪上重量（運転整備時）：19.4t
- 機関車動輪軸重（第1・第2動輪上）：6.45t
- 水タンク容量：2.6m3
- 燃料積載量：1.1t
- 機関車性能
  - シリンダ引張力：3,810kg
- ブレーキ装置：手ブレーキ、蒸気ブレーキ（後付け）